# Referendumul privind aderarea Republicii Moldova la Uniunea Europeană
Pe 20 octombrie 2024, în Republica Moldova a avut loc un referendum la nivel național cu privire la dacă țara ar trebui să modifice constituția pentru a include dorința cetățenilor moldoveni de aderare la Uniunea Europeană (UE), pentru a preveni viitoarele guverne să deraieze țara de la traiectoria pro-europeană.
Președintele Maia Sandu a militat pentru opțiunea „da” la referendum.
Prezența la vot a trebuit să fie de peste 33% pentru ca referendumul să fie considerat valabil.

## Context
În martie 2022, în urma invaziei Rusiei asupra Ucrainei vecine, Moldova a depus o cerere de aderare la UE. Ulterior, în iunie a aceluiași an, Republica Moldova a primit statutul de țară candidată de către Consiliul European. În decembrie 2023, Consiliul European și-a anunțat decizia de a deschide negocierile de aderare cu Moldova. Moldova a stabilit ca dată-țintă 2030 pentru aderarea la UE.
Președintele Maia Sandu și-a anunțat în 2023 intenția de a solicita realegerea. În plus, Sandu a anunțat lansarea unei platforme online care vizează promovarea referendumului și pledoaria pentru beneficiile aderării la UE pentru țară. Observatorii au remarcat că Sandu se pregătește să își concentreze eforturile pe integrarea în UE, un domeniu în care ea și partidul ei PAS au înregistrat un succes constant, pentru a fi realeși.
Parlamentul Moldovei urma să stabilească data referendumului, iar Sandu și-a exprimat speranța că acesta va coincide cu alegerile prezidențiale programate pentru toamnă: „Este important să organizăm un referendum acum pentru că este o ocazie istorică, așteptată de trei decenii. Statele membre ale Uniunii Europene sunt mai deschise ca niciodată, avem voința politică necesară pentru acest pas, iar cetățenii noștri vor să facă parte din UE.”
Pe 21 martie 2024, Parlamentul a aprobat o rezoluție de 54 la 0 pentru a continua eforturile de aderare la Uniunea Europeană. Declarația a afirmat: „Numai aderarea la Europa poate asigura viitorul țării ca stat suveran, neutru și pe deplin democratic”. În timpul votului, toate partidele de opoziție din parlament au părăsit ședința. Pe 16 mai, Parlamentul a aprobat organizarea referendumului în același timp cu alegerile prezidențiale din 20 octombrie.

### Găgăuzia
Pe 2 februarie 2014, Unitatea Teritorială Autonomă Găgăuzia a organizat două referendumuri privind integrarea europeană. Într-unul, 98,4% au votat în favoarea aderării la Uniunea Vamală a Belarusului, Kazahstanului și Rusiei, în timp ce la al doilea 97,2% s-au opus integrării în continuare în UE. 98,9% au susținut, de asemenea, propunerea că Găgăuzia șă-și declare independența dacă Moldova s-ar unifica cu România. În Găgăuzia există îngrijorarea că integrarea Moldovei în UE ar putea duce la o astfel de unificare cu România membră UE, care este nepopulară în regiunea autonomă.

## Partide politice înregistrate
Comisia Electorală Centrală a Republicii Moldova a înregistrat partidele care vor participa la campania pentru referendum. Din cele 15 partide înregistrate oficial la 20 septembrie, 13 au fost în favoarea opțiunii DA și două în favoarea opțiunii NU. De asemenea, unele partide precum PSRM sau PDCM au decis să boicoteze referendumul.

## Întrebare
Textul întrebării supus votului a fost:
Susțineți modificarea Constituției în vederea aderării Republicii Moldova la Uniunea Europeană?
Opțiunile de vot au fost „da” și „nu”.

## Campanie
La o întâlnire de la Moscova din 21 aprilie 2024, cinci partide de opoziție, și anume Partidul Șor, Partidul Renaștere, Șansă, Victorie și Forța Alternativă pentru Salvarea Moldovei, au anunțat formarea unui bloc politic numit „Victorie” pentru a se opune aderării la UE și a căuta relații mai strânse. cu Rusia. Liderul Găgăuziei, Evghenia Guțul, și-a exprimat sprijinul pentru mișcare, care se învârte în jurul liderului Partidului Șor, Ilan Șor. Ministrul Infrastructurii din Moldova, Andrei Spînu, i-a numit pe membrii coaliției „trădători” și a sugerat că aceasta a fost înființată „chiar lângă Kremlin”.
Autoritățile moldovenești au acuzat grupurile pregătite în Rusia că complotează pentru a destabiliza exercițiul democratic. În septembrie 2024, incidente de vandalism la sediul Curții Supreme de Justiție a Moldovei și la postul public Teleradio-Moldova au fost atribuite acestor grupuri. În octombrie 2024, autoritățile au anunțat descoperirea unui complot al lui Ilan Șor care implică fonduri de 15 milioane de dolari din Rusia care au fost distribuite la aproximativ 130.000 de persoane pentru a mitui alegătorii pentru a alege opțiuni anti-occidentale și pentru a răspândi dezinformarea împotriva Uniunii Europene pe rețelele de socializare în urma raidurilor în 26 de locații la nivel național. Rusia a negat acuzațiile. Controalele de securitate au fost consolidate la Aeroportul Internațional Chișinău în urma unui aflux de pasageri din Rusia care transportau cantități mari de numerar despre care se credea că ar avea legătură cu acest complot.
Mai târziu în aceeași lună, Moldova a acuzat Rusia că complotează să ajungă cu autobuzul alegătorilor către secțiile de votare de la Ambasada Moldovei la Moscova. Ca răspuns, UE a impus sancțiuni asupra a cinci persoane și unei entități implicate în operațiunea de influență, în timp ce Statele Unite au acuzat Rusia că a cheltuit „milioane de dolari” pentru a-și susține părțile preferate și a răspândi dezinformarea online. Ministerul rus de externe a acuzat, la rândul său, Moldova că a tipărit doar 10.000 de buletine de vot pentru 500.000 de moldoveni eligibili care locuiesc în Rusia.
Pe 17 octombrie, autoritățile moldovenești au anunțat descoperirea unui alt complot în care 100 de tineri au fost instruiți la Moscova, Serbia și Bosnia de către grupuri militare private pentru a stimula tulburările civile, inclusiv utilizarea armelor neletale pentru a crea „dezordine în masă” în timpul alegerilor și referendumului, adăugând că patru persoane au fost arestate și că unele dintre ele au primit câteva mii de euro ca răsplată.

## Poziția partidelor politice
Comisia Electorală Centrală a Moldovei a înregistrat partidele care au participat la campania pentru referendum. Din cele 15 partide înregistrate oficial pe 20 septembrie, 13 au fost în favoarea opțiunii DA și două în favoarea opțiunii NU. De asemenea, unele partide precum PSRM sau PDCM au decis să boicoteze referendumul.
| Alegere       | Partide | Partide                                                  | Orientare politică                   | Lider                | Sursă  |
| ------------- | ------- | -------------------------------------------------------- | ------------------------------------ | -------------------- | ------ |
| Da            |         | Partidul Acțiune și Solidaritate (PAS)                   | Liberalism                           | Igor Grosu           | [ 24 ] |
| Da            |         | Mișcarea Alternativa Națională (MAN)                     | Social-democrație                    | Ion Ceban            | [ 24 ] |
| Da            |         | Partidul Social Democrat European (PSDE)                 | Social-democrație                    | Ion Sula             | [ 24 ] |
| Da            |         | Blocul „Împreună”                                        | Liberalism                           | Octavian Țîcu        | [ 24 ] |
| Da            |         | Partidul Verde Ecologist (PV)                            | Politică verde                       | Anatolie Prohnițchi  | [ 24 ] |
| Da            |         | Mișcarea Respect Moldova (MRM)                           | Conservatorism social                | Eugeniu Nichiforciuc | [ 24 ] |
| Da            |         | Alianța Liberalilor și Democraților pentru Europa (ALDE) | Liberalism social                    | Arina Spătaru        | [ 24 ] |
| Da            |         | Coaliția pentru Unitate și Bunăstare (CUB)               | Liberalism                           | Igor Munteanu        | [ 24 ] |
| Da            |         | Partidul Democrația Acasă (PPDA)                         | Populism                             | Vasile Costiuc       | [ 24 ] |
| Da            |         | Alianța pentru Unirea Românilor (AUR)                    | Naționalism românesc                 | Boris Volosatîi      | [ 24 ] |
| Da            |         | Partidul NOI                                             | Social-democrație                    | Vladimir Dachi       | [ 24 ] |
| Da            |         | Partidul Reîntregirii Naționale "Acasă" (PRN)            | Unionism (România-Republica Moldova) | Valentin Dolganiuc   | [ 24 ] |
| Da            |         | Partidul Voința Poporului (PVP)                          | Conservatism                         | Nicolae Gîrbu        | [ 24 ] |
| Nu            |         | Partidul Comuniștilor din Republica Moldova (PCRM)       | Comunism                             | Vladimir Voronin     | [ 24 ] |
| Nu            |         | Partidul „Renaștere” (PR)                                | Conservatorism social                | Natalia Parasca      | [ 24 ] |
| Nu            |         | Partidul Șansă (PȘ) (exclus din campanie)                | Liberalism                           | Alexei Lungu         | [ 14 ] |
| Boicot        |         | Partidul Socialiștilor din Republica Moldova (PSRM)      | Socialism democratic                 | Igor Dodon           | [ 14 ] |
| Boicot        |         | Partidul Dezvoltării și Consolidării Moldovei (PDCM)     | Creștin democrație                   | Ion Chicu            | [ 14 ] |
| Nicio poziție |         | Partidul Nostru (PN)                                     | Populism                             | Renato Usatîi        | [ 14 ] |

## Rezultate
| Opțiune         | Votanți   | Votanți |
| Opțiune         | Voturi    | %       |
| --------------- | --------- | ------- |
| ✔ Da            | 749,719   | 50.35   |
| Nu              | 739,155   | 49.65   |
|                 |           |         |
| Voturi valabile | 1,488,874 | 97.22   |
| Voturi nule     | 42,518    | 2.78    |
| Total           | 1,531,392 | 50.69   |
|                 |           |         |
| Înregistrați    | 3,020,814 | 100.00  |

| Prezenți: (50,69%) |
| ▲                  |

| Da: (50,35%) | Nu: (49,65%) |
| ▲            |              |

| Unitate Teritorială              | Prezență | Da     | Nu     |
| -------------------------------- | -------- | ------ | ------ |
| Municipiul Bălți                 | 50,20%   | 29,42% | 70,58% |
| Municipiul Chișinău              | 53,27%   | 56,00% | 44,00% |
| ↳ Sectorul Botanica              | 52,33%   | 48,70% | 51,30% |
| ↳ Sectorul Buiucani              | 53,89%   | 57,65% | 42,35% |
| ↳ Sectorul Centru                | 56,65%   | 58,30% | 41,70% |
| ↳ Sectorul Ciocana               | 51,44%   | 56,75% | 43,25% |
| ↳ Sectorul Rîșcani               | 54,47%   | 53,03% | 46,97% |
| ↳ Suburbia Municipiului Chișinău | 52,00%   | 63,20% | 36,80% |
| Anenii Noi                       | 44,60%   | 48,85% | 51,15% |
| Basarabeasca                     | 37,16%   | 36,67% | 63,33% |
| Briceni                          | 40,39%   | 28,63% | 71,37% |
| Cahul                            | 40,48%   | 43,81% | 56,19% |
| Cantemir                         | 37,07%   | 53,38% | 46,62% |
| Călărași                         | 40,94%   | 60,46% | 39,54% |
| Căușeni                          | 41,32%   | 49,98% | 50,02% |
| Cimișlia                         | 38,95%   | 49,91% | 50,09% |
| Criuleni                         | 49,15%   | 60,20% | 39,80% |
| Dondușeni                        | 47,33%   | 27,16% | 72,84% |
| Drochia                          | 44,96%   | 32,72% | 67,28% |
| Dubăsari                         | 43,73%   | 41,06% | 58,94% |
| Edineț                           | 44,68%   | 29,74% | 70,26% |
| Fălești                          | 46,75%   | 33,49% | 66,51% |
| Florești                         | 45,13%   | 37,60% | 62,40% |
| Glodeni                          | 43,45%   | 33,73% | 66,27% |
| Hîncești                         | 38,79%   | 58,86% | 41,14% |
| Ialoveni                         | 46,66%   | 67,70% | 32,30% |
| Leova                            | 39,88%   | 49,23% | 50,77% |
| Nisporeni                        | 39,18%   | 60,08% | 39,92% |
| Ocnița                           | 46,92%   | 21,06% | 78,94% |
| Orhei                            | 45,28%   | 46,49% | 53,51% |
| Rezina                           | 45,81%   | 48,84% | 51,16% |
| Rîșcani                          | 45,73%   | 31,38% | 68,62% |
| Sîngerei                         | 43,02%   | 40,15% | 59,85% |
| Soroca                           | 45,40%   | 38,06% | 61,94% |
| Strășeni                         | 44,56%   | 62,37% | 37,63% |
| Șoldănești                       | 45,28%   | 42,49% | 57,51% |
| Ștefan Vodă                      | 41,99%   | 47,81% | 52,19% |
| Taraclia                         | 48,28%   | 7,96%  | 92,04% |
| Telenești                        | 43,44%   | 57,26% | 42,74% |
| Ungheni                          | 44,51%   | 43,25% | 56,75% |
| UTA Găgăuzia                     | 46,56%   | 5,16%  | 94,84% |
| UTA Stânga Nistrului             | 99,65%   | 31,02% | 68,98% |
| Voturi din străinătate           | 99,40%   | 76,79% | 23,21% |
| Total                            | 50,69%   | 50,35% | 49,65% |

Harta prezenței la vot pe raion
Rezultatele pentru opțiunea DA pe raion:      70–80%     60–70%     50–60%     40–50%     30–40%     20–30%     0–10%
Rezultatele pentru opțiunea NU pe raion:      90–100%     70–80%     60–70%     50–60%     40–50%     30–40%     20–30%

## Analiză
Deși sondajele de opinie au proiectat o victorie pentru campania „da”, rezultatul a fost mai strâns decât se aștepta. Analiștii au spus că buletinele de vot din partea diasporei în mare parte pro-UE au fost numărate la sfârșit, dând campaniei „da” un impuls de ultim moment.

### Acuzații de cumpărare de voturi
Președintele Maia Sandu a atribuit rezultatul apropiat al referendumului ingerinței străine și l-a descris drept „un atac fără precedent asupra democrației”, adăugând că guvernul ei are dovezi că au fost cumpărate 300.000 de voturi. Uniunea Europeană a mai spus că cele două exerciții au avut loc „sub o ingerință și intimidare fără precedent din partea Rusiei și a împuterniciților săi”. Președintele Comisiei Europene, Ursula von der Leyen, a lăudat rezultatul referendumului, spunând că „În fața tacticilor hibride ale Rusiei, Moldova arată că este independentă, este puternică și își dorește un viitor european!”, în timp ce Statele Unite au remarcat și încercările Rusiei pentru a „submina alegerile Moldovei și integrarea sa europeană”. Între timp, Kremlinul și-a exprimat îndoiala cu privire la modul în care votul „Da” a câștigat în mod restrâns și a reiterat negarea acuzațiilor de interferență.
La începutul anului, o anchetă efectuată de ziarul Ziarul de Gardă a scos la iveală existența unei întreprinderi infracționale conduse de Ilan Șor, care a primit 15 milioane de dolari de la guvernul rus (interceptările au fost înregistrate la camera ascunsă); aceste fonduri au fost apoi distribuite la aproximativ 130.000 de persoane pentru a mitui alegătorii și a răspândi dezinformarea împotriva Uniunii Europene. Rusia a negat acuzațiile.
Un producător BBC de la o secție de votare din Transnistria a găsit dovezi de cumpărare de voturi cu relatarea de primă mână a unei femei care întreabă un monitor electoral unde ar putea colecta banii care i-au promis în schimbul votului ei.